# (34677) 2000 YB135
2000 YB135 (asteroide 34677) é um asteroide da cintura principal. Possui uma excentricidade de 0.13062510 e uma inclinação de 13.51077º.
Este asteroide foi descoberto no dia 17 de dezembro de 2000 por LONEOS em Anderson Mesa.